# Riserve naturali statali d'Italia
Le riserve naturali statali fanno parte delle aree naturali protette in Italia.
Sono costituite da aree terrestri, fluviali, lacustri o marine che contengano una o più specie naturalisticamente rilevanti della fauna e della flora, ovvero presentino uno o più ecosistemi importanti per la biodiversità o per la conservazione delle risorse genetiche. La rilevanza degli elementi naturalistici presenti le colloca tra le riserve statali.
In base all'Elenco ufficiale delle aree naturali protette (EUAP) attualmente vigente (6º aggiornamento del 2010), in Italia si trovano 147 riserve naturali statali.

## Abruzzo
- Riserva naturale Pineta di Santa Filomena
- Riserva naturale Valle dell'Orfento
- Riserva naturale Valle dell'Orfento II
- Riserva naturale del Lago di Campotosto
- Riserva naturale Pantaniello
- Riserva naturale Quarto Santa Chiara
- Riserva naturale Fara San Martino-Palombaro
- Riserva naturale Feudo Ugni
- Riserva naturale Lama Bianca di Sant'Eufemia a Maiella
- Riserva naturale Monte Rotondo
- Riserva naturale Monte Velino
- Riserva naturale Piana Grande della Maielletta
- Riserva naturale Colle di Licco
- Riserva naturale Feudo Intramonti

## Basilicata
- Riserva naturale Agromonte Spacciaboschi
- Riserva naturale Coste Castello
- Riserva naturale Grotticelle
- Riserva naturale I Pisconi
- Riserva naturale Stornara
- Riserva naturale Metaponto
- Riserva naturale Monte Croccia
- Riserva naturale Rubbio

## Calabria
- Riserva naturale Coturelle Piccione
- Riserva naturale Cropani - Micone
- Riserva naturale Gallopane
- Riserva naturale Gariglione - Pisarello
- Riserva naturale Gole del Raganello
- Riserva naturale Golia Corvo
- Riserva naturale I Giganti della Sila
- Riserva naturale Iona Serra della Guardia
- Riserva naturale Macchia della Giumenta - San Salvatore
- Riserva naturale Marchesale
- Riserva naturale Poverella Villaggio Mancuso
- Riserva naturale Serra Nicolino Piano d'Albero
- Riserva naturale Tasso Camigliatello Silano
- Riserva naturale Trenta Coste
- Riserva naturale Valle del Fiume Argentino
- Riserva naturale Valle del Fiume Lao

## Campania
- Riserva naturale Castelvolturno
- Riserva naturale Cratere degli Astroni
- Riserva naturale Isola di Vivara
- Riserva naturale Tirone Alto Vesuvio
- Riserva naturale Valle delle Ferriere

## Emilia-Romagna
- Riserva naturale Bassa dei Frassini - Balanzetta
- Riserva naturale Bosco della Mesola
- Riserva naturale Campigna
- Riserva naturale Destra foce Fiume Reno
- Riserva naturale Duna costiera di Porto Corsini
- Riserva naturale Duna costiera ravennate e foce torrente Bevano
- Riserva naturale Dune e isole della Sacca di Gorino
- Riserva naturale Foce Fiume Reno
- Riserva naturale Guadine Pradaccio
- Riserva naturale Pineta di Ravenna
- Riserva naturale Po di Volano
- Riserva naturale Sacca di Bellocchio I
- Riserva naturale Sacca di Bellocchio II
- Riserva naturale Sacca di Bellocchio III
- Riserva naturale Salina di Cervia
- Riserva naturale Sasso Fratino
- Riserva naturale Badia Prataglia[2]

## Friuli-Venezia Giulia
- Riserva naturale Cucco
- Riserva naturale Rio Bianco

## Lazio
- Riserva naturale Foresta demaniale del Circeo
- Riserva naturale Lestra della Coscia
- Riserva naturale Litorale romano
- Riserva naturale Pantani dell'Inferno
- Riserva naturale Piscina della Gattuccia
- Riserva naturale Piscina delle Bagnature
- Riserva naturale Rovine di Circe
- Riserva naturale Salina di Tarquinia
- Riserva naturale statale Isole di Ventotene e Santo Stefano
- Riserva naturale statale Tenuta di Castelporziano

## Liguria
- Riserva naturale Agoraie di sopra e Moggetto

## Lombardia
- Riserva naturale Bosco Fontana
- Riserva naturale Bosco Siro Negri

## Marche
- Riserva naturale dell'Abbadia di Fiastra
- Riserva naturale Montagna di Torricchio
- Riserva naturale statale Gola del Furlo

## Molise
- Riserva naturale Collemeluccio
- Riserva naturale Montedimezzo
- Riserva naturale Pesche

## Piemonte
- Riserva naturale Monte Mottac
- Riserva naturale Val Grande

## Puglia
- Riserva naturale Falascone
- Riserva naturale Foresta Umbra
- Riserva naturale Il Monte
- Riserva naturale Ischitella e Carpino
- Riserva naturale Isola di Varano
- Riserva naturale Lago di Lesina
- Riserva naturale Le Cesine
- Riserva naturale Masseria Combattenti
- Riserva naturale Monte Barone
- Riserva naturale Murge Orientali
- Riserva naturale Palude di Frattarolo
- Riserva naturale Salina di Margherita di Savoia
- Riserva naturale San Cataldo
- Riserva naturale Sfilzi
- Riserva naturale Stornara
- Riserva naturale statale Torre Guaceto

## Toscana
- Riserva naturale Abetone
- Riserva naturale Acquerino
- Riserva naturale Badia Prataglia[2]
- Riserva naturale Belagaio
- Riserva naturale Bibbona
- Riserva naturale Calafuria
- Riserva naturale Camaldoli
- Riserva naturale Campolino
- Riserva naturale Caselli
- Riserva naturale Cornocchia
- Riserva naturale Duna Feniglia
- Riserva naturale Formole
- Riserva naturale Fungaia
- Riserva naturale Isola di Montecristo
- Riserva naturale Lago di Burano
- Riserva naturale Laguna di Orbetello di Ponente
- Riserva naturale Lamarossa
- Riserva naturale Marsiliana
- Riserva naturale Montecellesi
- Riserva naturale Montefalcone
- Riserva naturale Orecchiella
- Riserva naturale Orrido di Botri
- Riserva naturale Palazzo
- Riserva naturale Pania di Corfino
- Riserva naturale Piano degli Ontani
- Riserva naturale Poggio Adorno
- Riserva naturale Poggio Rosso
- Riserva naturale Poggio Tre Cancelli
- Riserva naturale Scarlino
- Riserva naturale Scodella
- Riserva naturale Tocchi
- Riserva naturale Tombolo di Cecina
- Riserva naturale Tomboli di Follonica
- Riserva naturale Vallombrosa
- Riserva naturale Zuccaia

## Veneto
- Riserva naturale Bus della Genziana
- Riserva naturale Campo di Mezzo - Pian di Parrocchia
- Riserva naturale Monte Faverghera
- Riserva naturale Monte Pavione
- Riserva naturale Monti del Sole
- Riserva naturale Piani Eterni - Errera - Val Falcina
- Riserva naturale Piazza del Diavolo
- Riserva naturale Schiara occidentale
- Riserva naturale Somadida
- Riserva naturale Val Tovanella
- Riserva naturale Valle Imperina
- Riserva naturale Valle Scura
- Riserva naturale Vette Feltrine
- Riserva naturale Vincheto di Celarda